# Аценафтен
Аценафтен (1,2-дигидроаценафтилен, трицикло-[6.3.1.04,12]-додека-1(12),4,6,8,10-пентаен) С12Н10 — ароматический углеводород, содержащий 2 конденсированных бензольных кольца.

## Открытие
Аценафтен был открыт в 1866 г. французским химиком Бертло.

## Физические свойства
Аценафтен представляет собой бесцветные игольчатые кристаллы. Растворим в этаноле, толуоле, бензоле; трудно растворим в воде.

## Химические свойства
По химическим свойствам аценафтен сходен с нафталином, но значительно более реакционноспособен. Легко вступает в реакции электрофильного замещения — хлорируется, бромируется, сульфируется, нитруется. При действии хромпика образует нафталевую кислоту, перманганат калия в щелочной среде окисляет аценафтен до гемимеллитовой кислоты.
Аценафтен ступенчато гидрируется до тетра- и декагидроаценафтена. При каталитическом или термическом дегидрировании даёт аценафтилен. При действии сульфурилхлорида в органической среде в присутствии хлорида алюминия образует 5,6-дихлораценафтен.
Конденсируется с формальдегидом с образованием смолы (темп.пл. +126—128°С). При окислении этой смолы образуется трикарбоновая кислота состава С13Н8О8. С литием даёт дигидродилитицаценафтен.

## Получение
Аценафтен получают из каменноугольной смолы и очищают перекристаллизацией из этанола.

## Применение
Аценафтен — это химическое промежуточное соединение, используемое для производства нафталимидных красителей, которые используются в качестве флуоресцентных отбеливающих агентов, и применяются в производстве пластмасс, инсектицидов и фунгицидов.